# سفیان خبیر
سفیان خبیر (انگلیسی: Sofiane Khabir؛ زادهٔ ۱۰ ژوئیهٔ ۱۹۶۴) بازیکن فوتبال اهل تونس بود.
از باشگاه‌هایی که در آن بازی کرده‌است می‌توان به باشگاه فوتبال صفاقسی اشاره کرد.
وی همچنین در تیم ملی فوتبال تونس بازی کرده‌است.